# Пригоди Корзинкіної
«Пригоди Корзинкіної» — радянська короткометражна музична кінокомедія виробництва «Ленфільму», прем'єра якої відбулася 1 листопада 1941 року.

## Сюжет
Корзинкіна — молода жвава касирка на «міському вокзалі невеликого міста», завжди готова будь-кому прийти на допомогу справою і порадою. Одного вечора вона розуміє, що просто зобов'язана допомогти починаючому акторові виступити на естрадному огляді, тому що сам артист абсолютно не впевнений у своїх силах. Корзинкіна звертається з проханням дозволити виступити боязкому дебютанту і до членів журі, і до конферансьє, але від усіх отримує відмову. Дівчина не відступає від своєї мети, підлаштовуючи різні дрібні капості конферансьє і іншим відповідальним особам, в результаті чого цілком серйозний огляд перетворюється в клоунаду, а за лаштунками твориться справжній переполох в стилі Чарлі Чапліна. Переборовши свою зніяковілість, молодий артист, не без допомоги Корзинкіної, чудово виконує свій номер, викликаючи овацію глядачів.

## У ролях
- Яніна Жеймо —  Корзинкіна, квитковий касир вокзалу
- Степан Каюков —  конферансьє
- Хасан (Костянтин) Мусін —  боязкий співак-дебютант, читець «куплету Мефістофеля»
- Микола Отто —  пожежний
- Сергій Філіппов —  рибалка, який купує квиток / Максимов, читець «Вмираючого гладіатора»
- Іван Пельтцер —  сплячий вахтер
- Анатолій Королькевич —  фокусник
- Лев Степанов —  похмурий член журі

## Знімальна група
- Режисер — Климентій Мінц
- Сценаристи — Климентій Мінц, Григорій Ягдфельд
- Оператори — Михайло Каплан, Семен Шейнін
- Композитор — Дмитро Шостакович
- Художник — Віктор Савостін